# Parroquia El Junquito (Caracas)
El Junquito es una de las 22 parroquias del Municipio Libertador del Distrito Capital de Venezuela y una de las 32 parroquias de Caracas. 

## Historia
Se cree que antes de la Colonización española la región estuvo habitada por Indígenas Tarmas. En 1930 el gobierno del General Juan Vicente Merchan inaugura la primera carretera que conectaba a Caracas con El Junquito. En 1938 el General Eleazar López Contreras inaugura una escuela de Policía. En la década de 1950 el gobierno de Marcos Pérez Jiménez promueve la llegada de inmigrantes de España, Portugal e Italia, lo que impulso el comercio y pequeñas fábricas en la región.
La Parroquia El Junquito es creada el 8 de junio de 1987, luego que parte de los territorios de las parroquias Antímano, Macarao y Sucre fueran cedidos, al momento de la delimitación del Municipio Libertador y el Municipio Vargas, la parroquia perdió un área que ahora forma la parroquia  El Junko del Municipio Vargas.

## Geografía
Está ubicada en el Noroeste del Municipio Libertador. Limita al norte con el estado La Guaira; al sur con la Parroquia Antímano; al este limita con la Parroquia Sucre; al oeste limita con el estado Vargas. Debe su nombre a una planta del lugar llamada Junco.

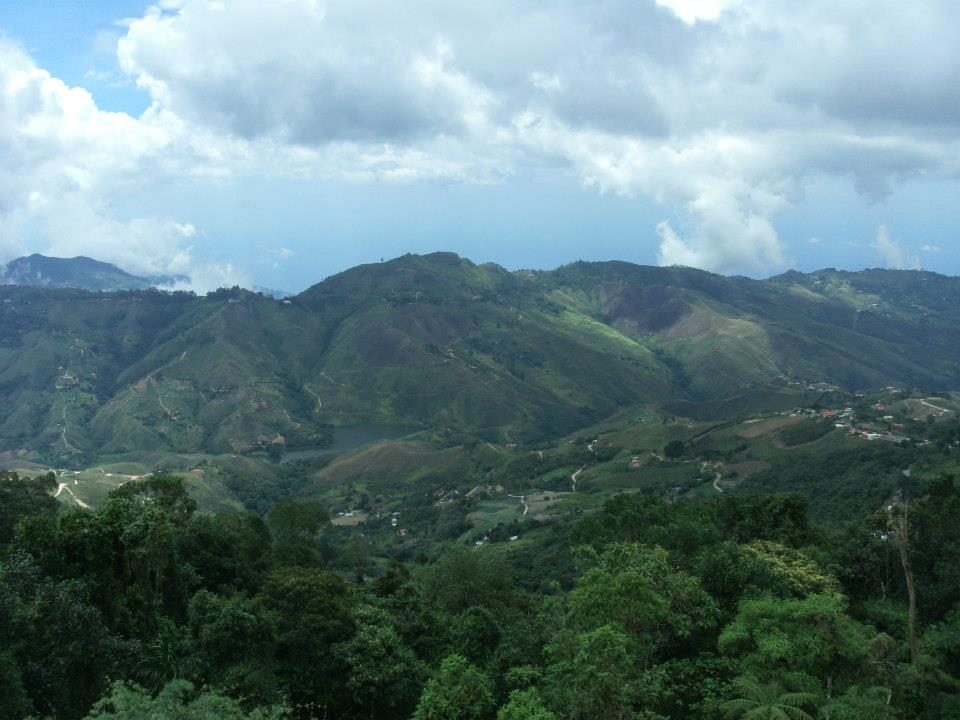
Panorama del Junquito

Según el INE tenía una población de 45.398 habitantes para 2007 y se estima que para 2023 tendrá una población de 93.800   habitantes. 
Es necesario resaltar que el pueblo de El Junquito está dividido entre el Municipio Libertador y el Municipio Vargas, el pueblo se encuentra a más de 20 kilómetros de recorrido de Caracas y ambos se empalman por una carretera; en lo que se refiere al eje vial, la Parroquia se extiende desde el Kilómetro 4 hasta el Kilómetro 18, a partir de ese trayecto se comparte la Parroquia El Junquito y la Parroquia El Junko, y en el Kilómetro 23 se encuentra el mencionado pueblo.
El área se caracteriza por tener temperaturas entre los 10 °C y 20 °C la mayor parte del año debido a la altura del terreno y las formaciones montañosas. Cabe destacar que El Junquito se encuentra a 1750 metros sobre el nivel del mar.

## Turismo
En el Junquito, existen varios atractivos turísticos como son paseo a caballo, comidas típicas, caminar por sus parques, y la neblina, que como producto de ser una zona montañosa suele caer casi todas las tardes del año. Además se puede conectar con las playas de Vargas y con la Colonia Tovar.